# رشاش كورد
رشاش كورد أو خورد في (بالروسية:  Корд 12,7)، و(بالإنجليزية: kord 12.7)‏ من عيار 7ر12 ملم في بيان عملي، وهو مدفع رشاش يستخدم كسلاح مضاد للآلات العسكرية غير المصفحة والآلات المصفحة الخفيفة..
الكورد هو البديل لل NSV 12.7 القديم

تلقيم من السلسلة مبرد بالهواء يعمل بدفع الغاز واوتماتيكي ويمكن تلقيم السلاح من اليمين أو اليسار على حد سواء والسبطانة سهلة الفصل السلاح يستخدم تقنية ZID المستعملة في مدفع الطائرات GSh-23 وهذه التقنية تعطي السلاح دقة أكبر وعدم ارتفاع درجة الحرارة والسلاح مجهز بمانع وميض (flash hider) ومخفف ارتداد (muzzle brake).
توجد نسخة معدة منه للتركيب على الدبابات والمدرعات ولا يختلف عن السلاح الخفيف الا يزناد كهربائي وأول الدبابات التي جهز بها السلاح هي دبابة t90 ويتم التحكم بالسلاح عن بعد وهو على برج الدبابة.